# Лейк-Майкі-Таун (Міссурі)
Лейк-Майкі-Таун (англ. Lake Mykee Town) — селище (англ. village) в США, в окрузі Келлевей штату Міссурі. Населення — 350 осіб (2010).

## Географія
Лейк-Майкі-Таун розташований за координатами 38°40′41″ пн. ш. 92°6′5″ зх. д. / 38.67806° пн. ш. 92.10139° зх. д. (38.677935, -92.101315).  За даними Бюро перепису населення США в 2010 році селище мало площу 0,63 км², з яких 0,48 км² — суходіл та 0,15 км² — водойми.

## Демографія
Згідно з переписом 2010 року, у селищі мешкало 350 осіб у 131 домогосподарстві у складі 107 родин. Густота населення становила 555 осіб/км².  Було 135 помешкань (214/км²).
Расовий склад населення:
| - 96,9 % — білих - 0,9 % — азіатів - 0,6 % — чорних або афроамериканців |

До двох чи більше рас належало 1,7 %. Частка іспаномовних становила 1,4 % від усіх жителів.
За віковим діапазоном населення розподілялося таким чином: 22,0 % — особи молодші 18 років, 61,1 % — особи у віці 18—64 років, 16,9 % — особи у віці 65 років та старші. Медіана віку мешканця становила 43,7 року. На 100 осіб жіночої статі у селищі припадало 107,1 чоловіків;  на 100 жінок у віці від 18 років та старших — 100,7 чоловіків також старших 18 років.
Середній дохід на одне домашнє господарство  становив 76 178 доларів США (медіана — 71 635), а середній дохід на одну сім'ю — 80 933 долари (медіана — 72 083). За межею бідності перебувало 1,8 % осіб, у тому числі 0,0 % дітей у віці до 18 років та 8,9 % осіб у віці 65 років та старших.
Цивільне працевлаштоване населення становило 253 особи. Основні галузі зайнятості: освіта, охорона здоров'я та соціальна допомога — 34,0 %, мистецтво, розваги та відпочинок — 10,7 %, публічна адміністрація — 10,3 %.